# Tarja (superordenador)
Tarja es el nombre clave del superordenador del Servicio de Apoyo Informático a la Investigación, situado en la Escuela Técnica Superior de Ingeniería Informática de la Universidad de La Laguna en San Cristóbal de La Laguna (Tenerife). Este servicio universitario tiene como misión proporcionar soporte y acceso a los recursos de cómputo científico disponibles a la comunidad investigadora de la Universidad de La Laguna.
El equipamiento de cómputo de altas prestaciones disponible en el servicio ha sido financiado gracias al Fondo Europeo de Desarrollo Regional (FEDER).
El término «tarja» tiene distintas acepciones entre los vocablos isleños, pues adopta diferentes significados entre los antiguos pobladores de Tenerife y de Fuerteventura. Las tarjas, taras o tájaras fueron conocidas por los antiguos isleños como primitivas máquinas de cálculo sobre las que las venteras y pescadoras realizaban inscripciones. Estas marcas grabadas en trozos de madera son auténticos grafismos de reminiscencia numérica.
En la región de La Mancha se utilizaban las tarjas para comprar el pan. Era un listón de madera en el que el panadero hacia una muesca por cada pan suministrado. Después de la cosecha se liquidaba en función del número de muescas. Solo había una tarja que custodiaba el comprador, él era el más interesado en que no aparecieran muescas adicionales. Cómputo y memoria en un simple trozo de madera.

## Características
El sistema Tarja (tarja.saii.ull.es) está provisto de 64 procesadores Itanium 2, una capacidad bruta de almacenamiento de más de 10 000 GB, dividido en 14 nodos de cómputo y 2 de gestión. En total el superordenador ofrece una potencia agregada por encima de los 300 GigaFLOPS.
Existen nodos dedicados al cálculo y otros dedicados a las tareas de servicio y gestión. Además, dentro de los nodos de cómputo se dispone de nodos de diversos tamaños para adecuarse de forma flexible a cada tipo de carga de trabajo.

### Servidor NovaScale 6320
- 32 procesadores Intel Itanium 2 a 1.5 GHz y 4 MiB de caché L3.
- 96 GB de memoria.
- 16 discos de sistema de 146 GB cada uno instalados en 2 módulos SJ-0812.
- 4 adaptadores Quadrics QsNetII Elan4.

Este servidor puede funcionar como un nodo único SMP de 32 procesadores, o en diversas configuraciones de particionamiento (2 particiones (16+16 o 24+8), 3 particiones (8+8+16) o 4 particiones (8+8+8+8)). Estas particiones se corresponden con los nodos ns12-ns15.

### Servidores NovaScale 4020
- 2 procesadores Intel Itanium 2 a 1.6 GHz y 3 MB de caché L3.
- 8 GB de memoria.
- 2 discos de sistema de 146 GB cada uno.
- 1 adaptador Quadrics QsNetII Elan4.

Los ocho Bull NovaScale 4020 se corresponden con los nodos ns4-ns11 del sistema.

### Servidores NovaScale 4040
- 4 procesadores Intel Itanium 2 a 1.5 GHz y 4 MiB de cache L3.
- 16 GB de memoria.
- 3 discos de sistema de 146 GB cada uno.
- 1 adaptador Quadrics QsNetII Elan4.

Los dos Bull NovaScale 4040 se corresponden con los nodos ns2-ns3 del sistema.
- 4 procesadores Intel Itanium 2 a 1.5 GHz y 4 MiB de caché L3.
- 16 GB de memoria.
- 3 discos de sistema de 146 GB cada uno.
- 1 adaptador Quadrics QsNetII Elan4.
- 2 adaptadores duales PCI-X Ethernet 10/100/1000 Mbit/s.
- 2 HBA FiberChannel 2 Gbit/s, para la conexión a los switches SAN y a la cabina de discos compartida FDA2300.
- Uno de ellos dispone de 1 adaptador Ultra320SCSI para la conexión de la librería de cartuchos para backup.
- Además, el nodo de gestión incluye todos los compiladores y resto de software científico disponible en el servicio.

Estos servidores son el nodo de gestión (ns0) y el nodo de entrada/salida (ns1).

## Funcionamiento
El trabajo en este tipo de sistemas no se realiza de manera directa sino mediante un sistema de colas batch gestionado por el planificador MAUI.
El programa se lanzará desde un nodo de gestión, desde donde envías el trabajo a la cola, y el gestor se encarga de ejecutarlo en un nodo de cómputo.